# 突唇白鮭
突唇白鮭，為輻鰭魚綱鮭形目鮭科的一種，為溫帶淡水魚，被IUCN列為易危保育類動物，分布於歐洲淡水流域，並引進亞洲部分地區，體長可達73公分，棲息在湖泊、溪流底中層水域，以浮游性甲殼類為食，生活習性不明，可做為食用魚、養殖魚。